# La 317e Section
La 317e section é um filme franco-espanhol (es: Sangre en Indochina) de 1965, do gênero drama de guerra, dirigido por Pierre Schoendoerffer e com roteiro baseado em livro homônimo do próprio diretor.

## Sinopse
Nos últimos dias da batalha de Dien Bien Phu, uma secção do exército francês recebe ordem para retirar-se para a selva, uma retirada na qual, devido à exaustão e ao inimigo invisível, cada vez morrem mais homens, mas que continua sob o comando de um ajudante veterano.

## Elenco
- Bruno Crémer.... ajudante Willsdorf
- Jacques Perrin.... subtenente Torrens
- Pierre Fabre.... sargento Roudier
- Manuel Zarzo.... Perrin
- Boramy Tioulong

## Principais prêmios e indicações
Festival de Cannes 1965 (França)
- Venceu na categoria de melhor roteiro.
- Indicado à Palma de Ouro